# Gene Banks
Eugene Lavon "Gene" Banks (nacido el 15 de mayo de 1959 en Filadelfia, Pensilvania) es un exjugador y entrenador de baloncesto estadounidense que jugó seis temporadas en la NBA además de hacerlo en Italia, Israel y Argentina. Con 2,00 metros de estatura, lo hacía en la posición de alero. Fue entrenador asistente de los Washington Wizards de la NBA.

## Trayectoria deportiva

### Universidad
Tras haber disputado en 1977, en su época de high school el prestigioso McDonald's All American Game, jugó durante cuatro temporadas con los Blue Devils de la Universidad de Duke, en las que promedió 16,8 puntos, 7,9 rebotes y 2,9 asistencias por partido. En sus tres primeras temporadas fue incluido en el segundo mejor equipo de la Atlantic Coast Conference, apareciendo en el primero en su último año. Además, en su primera temporada fue elegido novato del año, y en la última fue el máximo anotador de la conferencia.

### Profesional
Fue elegido en la vigésimo octava posición del Draft de la NBA de 1981 por San Antonio Spurs, donde en su segunda temporada en el equipo se ganó el puesto de titular, jugando al lado de dos jugadores míticos como George Gervin y Artis Gilmore. Ese año fue uno de los jugadores más completos de los Spurs, promediando 14,9 puntos, 7,6 rebotes, 3,4 asistencias y 1,0 robos de balón.
Jugó dos años más en los Spurs, perdiendo su condición de titular indiscutible en la temporada 1984-85, con la llegada de Marc Iavaroni al equipo. Acabó el año promediando 9,5 puntos y 5,4 rebotes por partido. Antes del comienzo de la siguiente temporada fue traspasado a Chicago Bulls a cambio de Steve Johnson y una futura segunda ronda del draft.
En su primera temporada en los Bulls fue titular en 33 partidos, acabando el año con unos promedios de 10,9 puntos y 4,4 rebotes. Al año siguiente renovó su contrato por 4 temporadas, pero al finalizar el mismo fue despedido. Tras un año en blanco, en 1988 se marcha a jugar al Arimo Bologna de la liga italiana, pero solo disputa 15 partidos en los que promedia 16,0 puntos y 8,8 rebotes antes de ser cortado en el mes de enero.
En 1991 se marcha a la liga israelí, donde jugaría en el Maccabi Rishon LeZion, el Bnei Herzliya y el Hapoel Giv'at Yagur, para terminar su carrera en el Olimpia Venado Tuerto de la liga argentina.

### Entrenador
Tras retirarse como jugador, dirigió durante una temporada al equipo femenino del Bluefield State College, de la División II de la NCAA, y posteriormente pasó dos temporadas como entrenador y director deportivo del Bennett College. En 2007 se hace cargo del Smith High School de Greensboro (Carolina del Norte), para finalmente en 2009 ser contratado como asistente de Flip Saunders en los Washington Wizards.

## Estadísticas de su carrera en la NBA

### Temporada regular
| Temporada | Edad | Equipo            | Liga | P   | TIT | MIN  | TC  | TCA  | %TC  | 3P  | 3PA | %3P  | TL  | TLA | %TL  | R.OF. | R.DEF. | REB | ASIS | ROB | TAP | PER | FP  | PTS  |
| 1981-82   | 22   | San Antonio Spurs | NBA  | 80  | 4   | 21.3 | 3.9 | 8.2  | .477 | 0.0 | 0.1 | .000 | 1.8 | 2.7 | .684 | 2.0   | 3.2    | 5.1 | 1.8  | 0.7 | 0.2 | 1.3 | 2.5 | 9.6  |
| 1982-83   | 23   | San Antonio Spurs | NBA  | 81  | 81  | 33.6 | 6.2 | 11.3 | .550 | 0.0 | 0.1 | .000 | 2.4 | 3.4 | .705 | 2.7   | 4.8    | 7.6 | 3.4  | 1.0 | 0.3 | 2.1 | 2.8 | 14.9 |
| 1983-84   | 24   | San Antonio Spurs | NBA  | 80  | 66  | 32.5 | 5.3 | 9.3  | .568 | 0.0 | 0.1 | .167 | 2.5 | 3.4 | .741 | 2.6   | 4.7    | 7.3 | 3.2  | 1.3 | 0.3 | 2.1 | 3.2 | 13.1 |
| 1984-85   | 25   | San Antonio Spurs | NBA  | 82  | 41  | 25.5 | 3.5 | 6.0  | .586 | 0.0 | 0.0 | .333 | 2.4 | 3.1 | .774 | 1.6   | 3.8    | 5.4 | 2.9  | 0.8 | 0.2 | 1.7 | 2.7 | 9.5  |
| 1985-86   | 26   | Chicago Bulls     | NBA  | 82  | 33  | 26.1 | 4.3 | 8.4  | .517 | 0.0 | 0.2 | .000 | 2.2 | 3.1 | .718 | 2.2   | 2.2    | 4.4 | 3.1  | 1.0 | 0.1 | 1.7 | 2.6 | 10.9 |
| 1986-87   | 27   | Chicago Bulls     | NBA  | 63  | 39  | 28.9 | 4.0 | 7.3  | .539 | 0.0 | 0.1 | .000 | 1.8 | 2.3 | .767 | 1.8   | 3.1    | 4.9 | 2.7  | 0.8 | 0.3 | 1.8 | 2.7 | 9.7  |
| Total     |      |                   | NBA  | 468 | 264 | 27.9 | 4.6 | 8.5  | .539 | 0.0 | 0.1 | .043 | 2.2 | 3.0 | .730 | 2.2   | 3.7    | 5.8 | 2.9  | 0.9 | 0.2 | 1.8 | 2.8 | 11.3 |

### Playoffs
| Temporada | Edad | Equipo            | Liga | P  | MIN | TCA | TC  | 3PA | 3P | TLA | TL | R.OF. | REB | ASIS | ROB | TAP | PER | FP | PTS | %TC  | %3P  | %FT  | MIN  | PTS  | REB | AST |
| 1981-82   | 22   | San Antonio Spurs | NBA  | 9  | 146 | 30  | 65  | 0   | 1  | 4   | 10 | 21    | 43  | 9    | 4   | 3   | 6   | 12 | 64  | .462 | .000 | .400 | 16.2 | 7.1  | 4.8 | 1.0 |
| 1982-83   | 23   | San Antonio Spurs | NBA  | 11 | 398 | 76  | 150 | 0   | 0  | 23  | 35 | 27    | 76  | 50   | 11  | 1   | 21  | 25 | 175 | .507 |      | .657 | 36.2 | 15.9 | 6.9 | 4.5 |
| 1984-85   | 25   | San Antonio Spurs | NBA  | 1  | 10  | 0   | 1   | 0   | 0  | 0   | 0  | 0     | 0   | 1    | 0   | 0   | 2   | 3  | 0   | .000 |      |      | 10.0 | 0.0  | 0.0 | 1.0 |
| 1985-86   | 26   | Chicago Bulls     | NBA  | 3  | 69  | 10  | 18  | 0   | 2  | 2   | 4  | 4     | 10  | 5    | 1   | 0   | 4   | 10 | 22  | .556 | .000 | .500 | 23.0 | 7.3  | 3.3 | 1.7 |
| 1986-87   | 27   | Chicago Bulls     | NBA  | 3  | 79  | 13  | 22  | 0   | 0  | 5   | 8  | 3     | 8   | 2    | 0   | 0   | 2   | 13 | 31  | .591 |      | .625 | 26.3 | 10.3 | 2.7 | 0.7 |
| Total     |      |                   | NBA  | 27 | 702 | 129 | 256 | 0   | 3  | 34  | 57 | 55    | 137 | 67   | 16  | 4   | 35  | 63 | 292 | .504 | .000 | .596 | 26.0 | 10.8 | 5.1 | 2.5 |